# 丁纯 (1970年)
丁纯（1970年10月—），江苏江阴人，中国共产党党员。中华人民共和国政治人物、第十三届全国人民代表大会江苏省代表。

## 生平
2018年2月24日，当选为第十三届全国人大代表。
2019年12月，跨省出任安徽省铜陵市委书记。2024年12月，转任中共黄山市委书记。